# Departamento Islas del Ibicuy
Islas del Ibicuy es un departamento de la provincia de Entre Ríos en la República Argentina. Es el noveno más extenso de la provincia con 4500 km² y el menos poblado, con 12 077 habitantes según censo de 2010.
Limita al oeste con el departamento Gualeguay, al norte con el departamento Gualeguaychú, al sur con la provincia de Buenos Aires (partidos de Zárate, Campana y San Fernando) y al este con la República Oriental del Uruguay.
De acuerdo a la metodología utilizada por el INDEC para el censo 2010 el departamento Islas del Ibicuy comprendió 6 localidades: Ceibas, Ibicuy, Mazaruca (en el ejido municipal de Ibicuy), Médanos, Villa Paranacito. Mazaruca no fue considerada localidad en los censos de 1991 y 2001, mientras que Ñancay, y Arroyo Martínez (en el ejido municipal de Villa Paranacito) fueron consideradas localidades en el censo de 2001 y perdieron esa categoría en el de 2010.
Dentro del departamento el río Paraná se divide en varios brazos que finalizan en 4 bocas principales: Gutiérrez, Paraná Bravo, Sauce y Paraná Guazú.

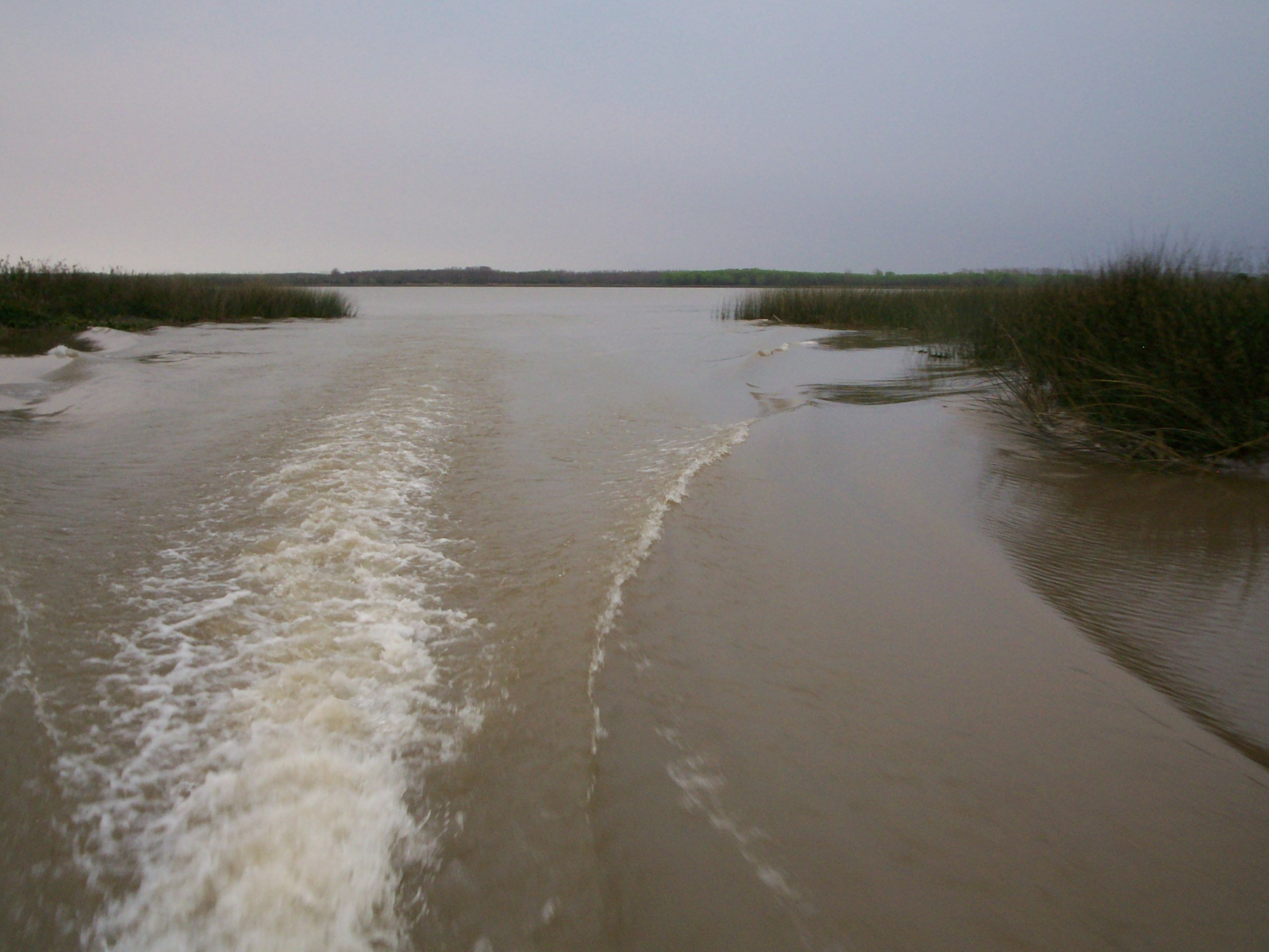
Desembocadura del río Ceibo en el río Paraná Guazú (límite con la provincia de Buenos Aires).

## Sismicidad
La región responde a la «subfalla del río Paraná», y a la «subfalla del río de la Plata», con sismicidad baja; y su última expresión se produjo el 5 de junio de 1888 (136 años), a las 3:20 UTC-3, con una magnitud en Ibicuy, aproximadamente de 5,0 en la escala de Richter (terremoto del Río de la Plata de 1888).

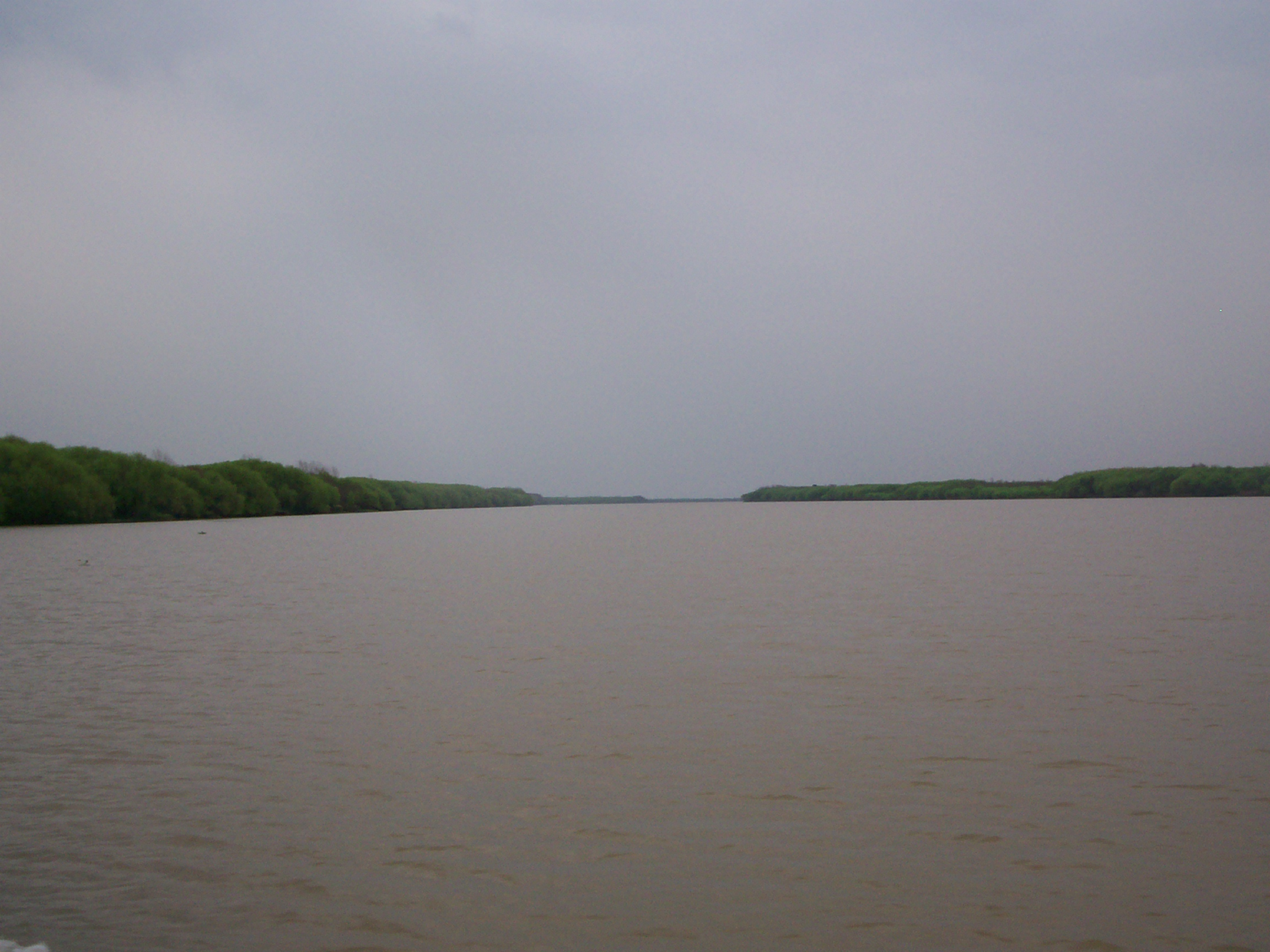
Desembocadura del río Uruguay en el Río de la Plata (Izq.: Argentina; Der.: Uruguay).

## Historia
El límite con la provincia de Buenos Aires fue fijado en el río Paraná por el decreto de fundación de la provincia de Entre Ríos en 1814, sin definirse qué brazos del río lo portaban. En Entre Ríos se consideraba que el límite seguía el río Paraná de las Palmas hasta el Río de la Plata, pero Buenos Aires lo situaba en el río Paraná Guazú. En 1902 se firmó el Convenio Carbó-Pinedo entre ambas provincias que establecía el canal de navegación del Paraná (el Paraná Guazú) como el límite interprovincial, pero aunque no fue aprobado por Buenos Aires Entre Ríos abandonando su pretensión de límite en el Paraná de las Palmas. El 28 de enero de 1944 el Instituto Geográfico Militar dictaminó que el límite entre ambas provincias debía ser el Paraná propiamente dicho y no alguno de sus brazos, es decir, el canal de navegación, por lo que ambas provincias firmaron un convenio el 11 de noviembre de 1959 que fue puesto en vigencia por la sanción y promulgación del decreto-ley nacional n.º 18 000 del 13 de diciembre de 1968, reconocido como ley nacional por decreto n.º 1319/76.

Artículo 1º - Fíjase el límite entre las provincias de Buenos Aires y Entre Ríos por el medio del canal de navegación del río Paraná (...) continuando después por el canal del Paraná Guazú hasta su desembocadura en el Río de la Plata.
 Artículo 2º - Corresponderán a Entre Ríos todas las islas que al 28 de enero de 1944 estaban situadas a la izquierda del canal referido en el artículo 1º y en los puntos donde existen dos canales, por el que a esa fecha haya tenido mayor tránsito; y corresponderán a Buenos Aires todas las islas situadas a la derecha de dicho canal, de acuerdo a la demarcación efectuada en los anexos 1º y 2º del dictamen del Instituto Geográfico Militar del 28 de enero de 1944.
Ley n.º 18000

Las islas del Paraná Guazú adjudicadas a Entre Ríos en la jurisdicción del departamento Islas del Ibicuy son: isla del Dorado, del Doradito, Paloma, Los Platos y dos islotes adyacentes.
El Tratado de Límites del Río Uruguay fue firmado por Argentina y Uruguay el 7 de abril de 1961, disponiendo en su artículo 1 en lo que corresponde al departamento Islas del Ibicuy que el límite internacional sigue coincidentemente con el eje del canal principal de navegación hasta el paralelo de punta Gorda. Ninguna isla fue adjudicada por el tratado a la jurisdicción del departamento. El 19 de noviembre de 1973 Argentina y Uruguay firmaron el Tratado del Río de la Plata y su Frente Marítimo, que dispuso que en el Río de la Plata a partir del paralelo de punta Gorda el límite del lecho y subsuelo siguiera por una línea marcada por puntos de coordenadas, mientras que las aguas del canal de navegación -llamado canal Principal- y 500 m a cada lado de sus veriles, sean de uso común a ambos países, siendo las restantes hasta 2 millas náuticas de jurisdicción exclusiva.
El 10 de enero de 1974 se sancionó la ley n.º 5486 que creó una comisión especial para elaborar el anteproyecto de ley de creación del departamento del Delta, pero pasó una década hasta que el 7 de mayo de 1984 fue sancionada la ley n.º 7297 -promulgada el 9 de mayo de 1984- que creó el departamento Islas del Ibicuy con parte del departamento Gualeguaychú.

Artículo 1: Créase el departamento “Islas del Ibicuy”, con una superficie de aproximadamente 4.500 km2. y cuyos límites serán los siguientes (…)
 Artículo 2: Desígnase a la actual localidad de Villa Paranacito, cabecera del departamento que se crea por la presente.
 Artículo 3: El departamento Gualeguaychú se reducirá a una superficie de 7.086 km2, y sus límites resultantes serán (…)
 Artículo 6: Se autoriza al Poder Ejecutivo para dividir en distritos el departamento “Islas del Ibicuy”. (…)

El 9 de junio de 1986 el gobernador Sergio Montiel por decreto n.º 2239/1986 MGJE dispuso la división del departamento Islas del Ibicuy en cuatro distritos. La parte cedida del distrito Alarcón de Gualeguaychú formó el distrito Médanos, la parte cedida del distrito Ceibas mantuvo el nombre de Ceibas, y la totalidad de la Sección Islas se dividió en los nuevos distritos Paranacito (se corresponde con el ejido de Villa Paranacito) e Ibicuy del nuevo departamento. Pero el 7 de julio de 1986 por decreto n.º 2830/1986 MGJE rectificó los límites entre los distritos Ceibas, Ibicuy y Paranacito.
Por la ley n.º 7825 sancionada y promulgada el 30 de diciembre de 1986 se dispuso la modificación del límite entre los departamentos Islas del Ibicuy y Gualeguaychú a los efectos de ampliar el ejido de la localidad de Ceibas incorporando al primero 46 km² del segundo.
Mediante la ley n.º 9735, sancionada el 30 de agosto de 2006 y promulgada el 7 de septiembre de ese año, fue incorporada el ejido municipal de Gualeguay y al departamento Gualeguay, la isla Gericke. Esta isla ubicada en el río Gualeguay pertenecía hasta entonces al distrito Médanos del departamento Islas del Ibicuy.

ARTICULO 1°.- Modifícase el Artículo 1º de la Ley № 7.297 respecto del lindero Noroeste quedando redactado de la siguiente manera:

“Al Noroeste: Por el curso del Río Gualeguay, desde su desembocadura en el Río Paraná continuando por el Antiguo Arroyo Moreno hoy corte natural del Río Gualeguay conocido como Riacho “El Tigre” excluyéndose la Isla Gericke hasta la intersección con la Ruta Nacional № 12 (Puente Pellegrini)”.

ARTICULO 2°.- Amplíase el Ejido Municipal de la ciudad de Gualeguay, cabecera del Departamento homónimo, con la denominada Isla Gericke. La misma tiene identificación catastral con las siguientes nomenclaturas: Partida № 33.354 – Departamento 16 – Distrito 1 – Plano de Mensura 100.337 – Superficie en metros cuadrados: 164.303.800 – Tomo 24 – Folio 37 – año 1911 – Isla Gericke.

ARTICULO 3°.- Comuníquese, etcétera.

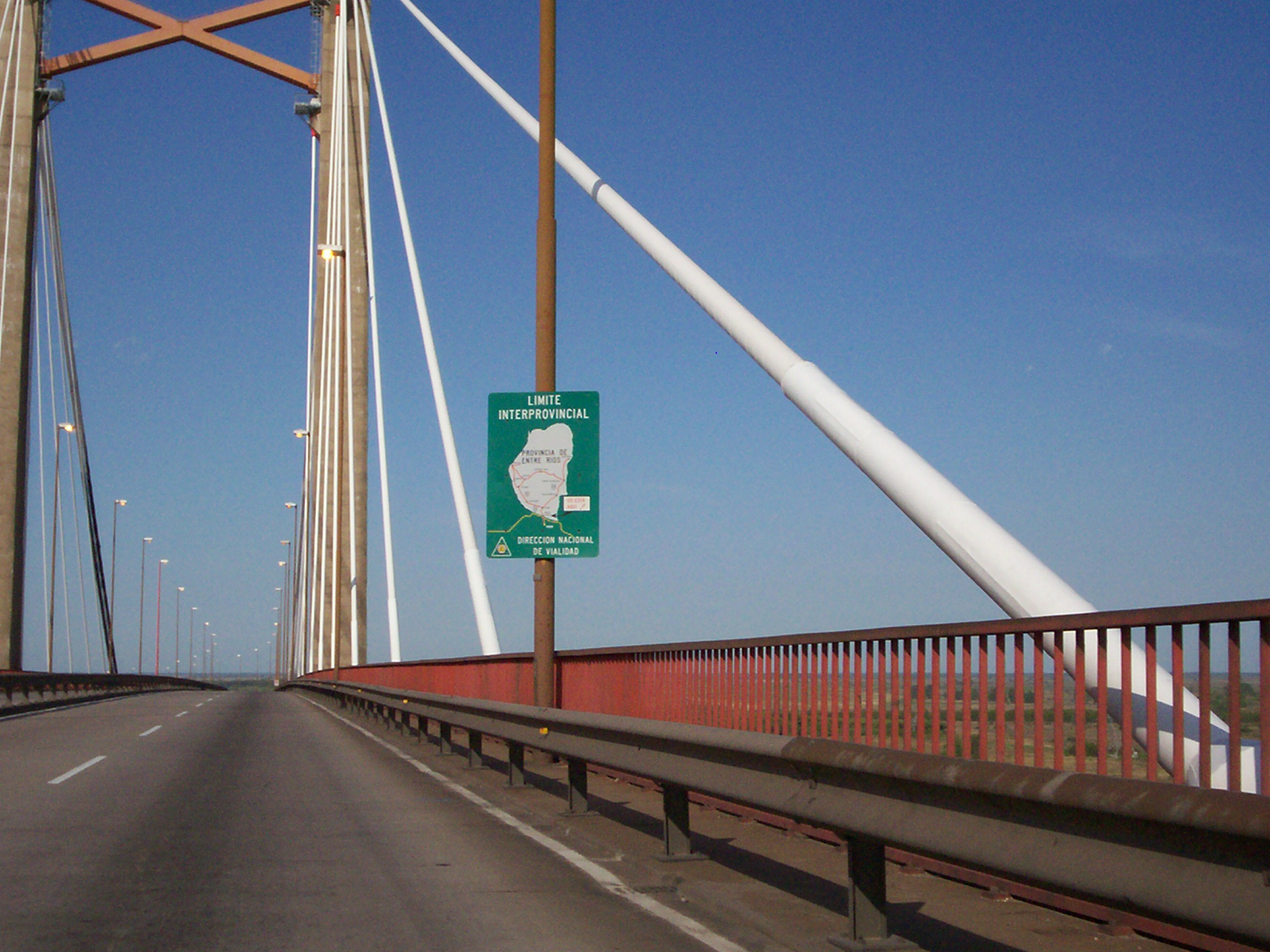
Límite interprovincial por el Complejo Ferrovial Zárate - Brazo Largo, sobre la Ruta Nacional 12.

## Gobiernos locales

### Municipios
| Municipio        | Población |
| ---------------- | --------- |
| Ceibas           | 1405      |
| Ibicuy           | 4520      |
| Villa Paranacito | 5790      |

### Centros rurales de población
Los centros rurales de población gobernados por juntas de gobierno son:
Segunda categoría
- Médanos: creada antes del 10 de diciembre de 1983

Cuarta categoría
- Ñancay: creada el 15 de junio de 1990[16]

Los integrantes de las juntas de gobierno fueron designados por decreto del gobernador hasta que fueron elegidos por primera vez el 23 de noviembre de 2003.
Los circuitos electorales utilizados para las elecciones de las juntas de gobierno son (CIRCUITO ELECTORAL: junta de gobierno):
- 212-MÉDANOS: Médanos
- 213A-ÑANCAY: Ñancay

El circuito electoral 210-SECCION ISLAS corresponde a un área no organizada en las que no se elige un gobierno local.

## Distritos
El departamento Islas del Ibicuy se divide en 4 distritos. Para fines de mensuras catastrales y en algunas ramas de la administración provincial las islas del departamento en los ríos Paraná Guazú e Ibicuy son consideradas aparte de los distritos y la Codificación General de Jurisdicciones Político Administrativas de la Provincia de Entre Ríos les asigna el código 1611. En forma paralela a los distritos el triángulo formado por la confluencia de los ríos Paraná y Uruguay en el Río de la Plata al sur de la línea imaginaria denominada línea sur del Ibicuy se subdivide en 7 secciones insulares numeradas.
| Código - Distrito | Área (en km²) |
| ----------------- | ------------- |
| 1601 - Paranacito | 1677,67       |
| 1602 - Ceibas     | 560,29        |
| 1603 - Ibicuy     | 1184,74       |
| 1604 - Médanos    | 1393,77       |

- Médanos: comprende el área jurisdiccional del centro rural de población de Médanos.
- Ibicuy: comprende el ejido municipal de Puerto Ibicuy, parte del área jurisdiccional del centro rural de población de Ñancay, y parte del área no organizada del circuito electoral Sección Islas.
- Ceibas: comprende el ejido municipal de Ceibas y parte del área jurisdiccional del centro rural de población de Ñancay.
- Paranacito: comprende el ejido municipal de Villa Paranacito y parte del área no organizada del circuito electoral Sección Islas.

## Demografía
Cuenta con 14 000 habitantes (Indec, 2022), lo que representa un incremento del 15,9% frente a los 12 077 habitantes (Indec, 2010) del censo anterior.
La población se encuentra repartida en 6 939 mujeres y 7 061 hombres, con un índice de masculinidad de 101,7 hombres por cada 100 mujeres. 
La edad mediana de la población es de 29 años (tanto entre las mujeres como entre los hombres).
El 9,2% de la población tiene más de 65 años (frente al 7,3% en 2010), y el 1,7% de la población tiene más de 80 años (frente al 1,5% en 2010)
De las personas residentes en el departamento, unas 2 955 nacieron en otra provincia, y unas  109 lo hicieron fuera del país, siendo los grupos de inmigrantes más numerosos los provenientes de:
- Uruguay: 63 personas
- Paraguay: 19 personas
- Bolivia: 7 personas
- Perú: 3 personas
- Chile: 3 personas

## Áreas naturales protegidas
El decreto 4671/69 MEOySP de 1969 estableció restricciones pesqueras para el río Gualeguay y el río Paranacito, en los cuales se permite la pesca mediante el uso de líneas de mano, cañas y espineles con no más de 20 anzuelos. El decreto N.º 3595 SPG del 30 de junio de 2006 autorizó la pesca artesanal en el sector del río Gualeguay entre Puerto Ruiz y su desembocadura en el río Paraná Pavón.